# 1900年パリオリンピックのサッカー競技
1900年パリオリンピックのサッカー競技（1900ねんパリオリンピックのサッカーきょうぎ）は、1900年10月20日と10月23日に実施された。この大会から正式種目として実施された。競技ではイギリス代表チームのアップトンパークFCが優勝した。

## 参加チーム
以下の3チームが参加した。
- イギリス代表 - アップトンパークFC
- フランス代表 - クラブ・フランス
- ベルギー代表 - ブリュッセル大学

## 試合結果
| 10月20日 |  | フランス | 0 | - | 4 | イギリス |

| 10月23日 |  | フランス | 6 | - | 2 | ベルギー |

## 最終結果
| 順位 | 国・地域 / チーム名             |
| ---- | ------------------------------- |
| 1    | イギリス代表 アップトンパークFC |
| 2    | フランス代表 クラブ・フランス   |
| 3    | ベルギー代表 ブリュッセル大学   |

## 各国メダル数
| 順 | 国・地域 | 金 | 銀 | 銅 | 計 |
| -- | -------- | -- | -- | -- | -- |
| 1  | イギリス | 1  | 0  | 0  | 1  |
| 2  | フランス | 0  | 1  | 0  | 1  |
| 3  | ベルギー | 0  | 0  | 1  | 1  |